# Емил Христов
Емил Христов е български кинооператор.

## Биография
Роден е на 13 август 1956 г. в град София. Отначало завършва фотографския колеж, а през 1982 година завършва операторско майсторство във ВИТИЗ „Кръстьо Сарафов“. От 1982 до 1990 работи като главен оператор във филмово студио „Време“. Става член на Дружеството на българските филмови дейци, Асоциацията на кинооператорите и Българската фотографска асоциация.

## Награди
- Награда на журито на Международния фестивал на Червения кръст във Варна за филма „Аз Графинята“ (1989)
- Голяма награда за дебют на Филмовия фестивал в Анже, Франция;
- Награда за операторско майсторство на Филмовия фестивал в Троя, Португалия;
- Награда за операторско майсторство за филма „Закъсняло пълнолуние“ на Националния филмов фестивал Варна, 1997
- Наградата на Кодак за операторско майсторство, 2000

## Филмография
Като актьор
- Кмете, кмете (1990) – Другарият Христов
- Ненужен антракт (1987) – Дисертантът
- Смъртта може да почака (1985)

Като оператор
- Страх (2020)
- Каръци ‎(2015)
- Love.net (2011)
- Ако някой те обича ‎(2010)
- Стъклената река‎ (2010)
- Стъпки в пясъка (2010)
- Дзифт (2008)
- Светът е голям и спасение дебне отвсякъде ‎(2008)
- Шивачки ‎(2007)
- Приятелите ме наричат Чичо (2006)
- Нощ и ден ‎(2006)
- Смисълът на живота ‎(2005)
- Под едно небе‎ (2003)
- Изпепеляване ‎(2003)
- И Господ слезе да ни види ‎(2002)
- Ярост (2002)
- Огледалото на дявола (2001)
- Стъклени топчета (1999)
- Закъсняло пълнолуние (1996)
- Дневникът на един луд (1996)
- Фатална нежност ‎(1993)
- Пльонтек (1991)
- Кмете, кмете ‎(1990)
- Немирната птица любов ‎‎(1990)
- Аз, Графинята (1989)
- Разводи, разводи (1989)
- Забранено за възрастни ‎(1987)
- Ненужен антракт (1987)
- Само ти, сърце (1987)
- Смъртта може да почака‎ (1985)

Като режисьор
- Цветът на хамелеона‎ (2012)